# Malaltia de Chagas
La malaltia de Chagas o tripanosomosi americana és una protozoosi causada pel Trypanosoma cruzi. És una malaltia àmpliament distribuïda per Amèrica del Sud que es transmet mitjançant la picada d'insectes infectats dels gèneres Rhodnius i Triatoma. Infecta les cèl·lules de glàndules del sistema nerviós i pot provocar lesions importants a l'esòfag, al cor i a l'intestí gros.
El paràsit entra a la sang i és capaç d'arribar al cor, establir-s'hi i malmetre la fibra del múscul cardíac. Això, a llarg termini, pot provocar greus problemes al bombament de la sang (miocardiopaties). Es calcula que del total dels infectats, entre l'1% i el 3% desenvolupa quadres aguts. El 30% presenta quadres crònics, que es noten a nivell cardíac amb el pas dels anys. Per evitar l'extensió de la malaltia s'hauria d'aprovar un protocol de vigilància i assegurar un subministrament mínim de medicines pal·liatives per als casos aguts. Moltes ONG, acusen les multinacionals farmacèutiques de no investigar prou la malaltia, ja que molts dels malalts són persones amb pocs recursos econòmics.
L'Organització Mundial de la Salut (OMS) la inclou a la llista de Malalties tropicals desateses. El metge i investigador català Pere Albajar i Viñas, tècnic del Departament de Malalties Tropicals Desateses de l'OMS a Ginebra, és el responsable del programa de control de la malaltia de Chagas de l'OMS.
A la pel·lícula Invisibles, que retrata cinc problemes oblidats al primer món, Isabel Coixet basa la seva col·laboració en aquesta malaltia.

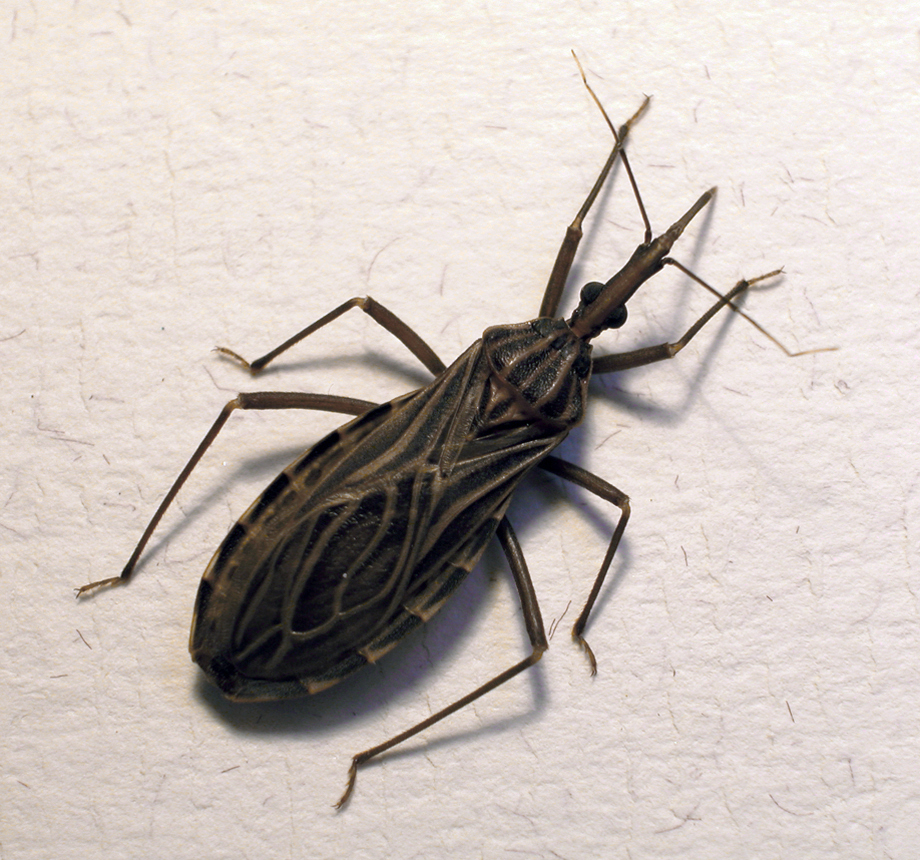
Rhodnius, un dels insectes vectors, la picada del qual pot transmetre la malaltia.

## Descripció
La malaltia de Chagas és una malaltia causada per un paràsit (Trypanosoma cruzi) que es transmet per mitjà de la picada d'un insecte (una xinxa). Pot afectar el sistema nerviós i provocar lesions importants a l'esòfag, al cor o a l'intestí gros. En la majoria dels casos (al voltant d'un 60%) la persona infectada no presenta símptomes.

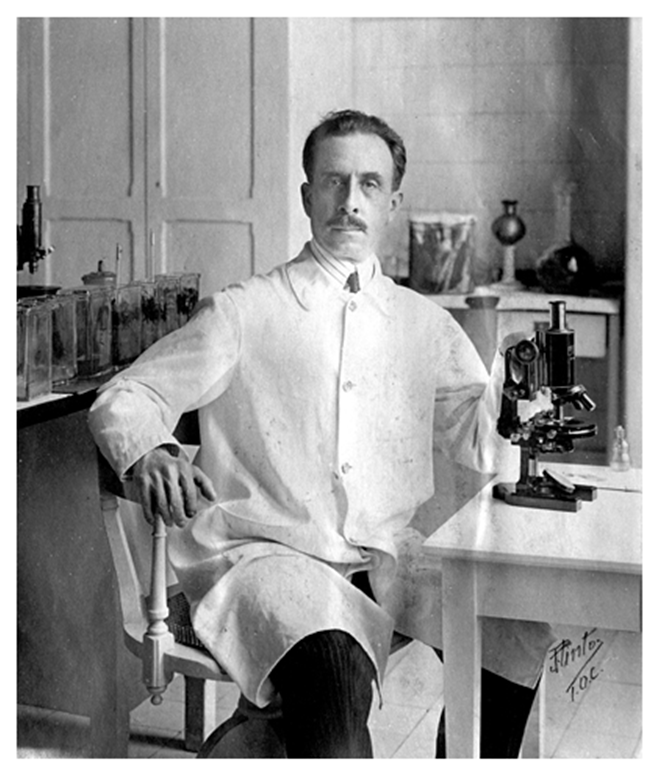
Carlos Chagas.

La malaltia va ser descoberta el 1909 pel metge brasiler Carlos Ribeiro Justiniano Chagas (1879–1934), qui la va investigar i va morir a causa d'aquesta.
La malaltia és endèmica a l'Amèrica Llatina, on s'ha detectat la presència de l'insecte en zones rurals i semi-rurals. Els 21 països on es pot trobar aquest insecte a la naturalesa són: l'Argentina, Belize, Bolívia, el Brasil, Colòmbia, Costa Rica, l'Equador, El Salvador, Guatemala, la Guaiana Francesa, Guyana, Hondures, Nicaragua, Mèxic, el Paraguai, el Panamà, Surinam, el Perú, l'Uruguai, Veneçuela i Xile. A causa de les migracions de persones infectades a zones no endèmiques i els viatges a zones endèmiques, en els últims anys se n'han detectat molts casos a Catalunya, regions d'Espanya i altres països.

## Transmissió
La infecció es transmet principalment a través de la picada d'una xinxa. També es pot transmetre durant l'embaràs, de la mare al fill. La transmissió pot ocórrer en qualsevol fase de la malaltia materna i durant tot el cicle de gestació, fins i tot durant el part. Hi ha altres vies de transmissió, com ara les transfusions de sang o els trasplantaments d'òrgans o teixits, que es produeixen quan el donant és una persona infectada. Per això la legislació sanitària regula les donacions de donants originaris de zones endèmiques.

## Símptomes
La malaltia de Chagas té dues fases clarament diferenciades, la fase aguda i la crònica. La fase aguda es produeix rarament (entre un 1% i un 3% dels casos) i dura uns dos mesos després de contreure's la infecció, encara que normalment es passa directament a la fase crònica. Els símptomes poden ser:
- Febre
- Sensació d'indisposició general (malestar general)
- Inflamació de les parpelles
- Àrea inflamada i envermellida al lloc de la picada

Després de la fase aguda, o en aquells casos que no han presentat cap símptoma, la malaltia passa directament a la fase crònica que, si no es tracta, continuarà tota la vida. En un 60% dels casos els pacients poden no presentar cap símptoma (forma indeterminada) o, en un 30-40% dels casos, la malaltia pot afectar el sistema digestiu, el cardíac o el neurològic. Quan els símptomes es presenten, poden incloure:
- Dolor abdominal
- Dificultat per deglutir
- Restrenyiment
- Alteracions del ritme cardíac
- Insuficiència cardíaca[5]

## Diagnòstic
És molt important fer un diagnòstic precoç de la malaltia, perquè els índexs de curació assoleixen gairebé el 100% en els casos aguts. En els casos crònics, això no obstant, el tractament és molt menys eficaç. El diagnòstic es pot fer a través de tests parasitològics (directes o indirectes) i mètodes serològics. Entre les proves parasitològiques directes hi ha la gota fresca, la gota grossa i el frotis o extensió. Entre les proves indirectes hi ha el cultiu del teixit afectat (biòpsies), el cultiu de sang i els mètodes moleculars. Els mètodes serològics són els més recomanats per diagnosticar la malaltia en fase crònica i es basen en la determinació d'anticossos contra antígens específics.

## Tractament
El fàrmac utilitzat a Catalunya per al tractament de la malaltia de Chagas és el benzonidazol. En cas de contraindicació o efectes secundaris es pot fer servir el nifurtimox. L'eficàcia dels tractaments disponibles és inversament proporcional al temps d'evolució de la malaltia; els fàrmacs són molt eficaços durant el primer any de vida i en la fase aguda, però l'eficàcia disminueix amb el temps d'infecció.
En nens menors d'un any, l'eficàcia del tractament és gairebé del 100%, i en menors de 12 anys és del 60%. En la fase crònica, l'eficàcia és d'un 25% i pot ser útil per alentir la progressió de la malaltia i reduir-ne el risc de transmissió.